# Romualdo Moscioni

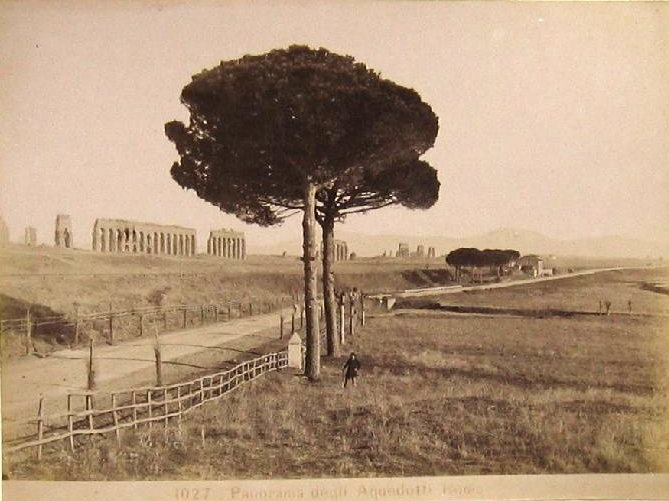
Pohled na akvadukty, Řím

Romualdo Moscioni (17. března 1849 Viterbo – 7. července 1925 Řím) byl italský fotograf.

## Životopis
Romualdo Moscioni byl průkopníkem fotografie, specializoval se na archeologické fotografie. Od roku 1868 působil v různých oblastech Itálie. Mezi jeho nejznámější náměty patří také archeologické oblasti Říma před urbanistickými proměnami na konci devatenáctého století.

## Galerie

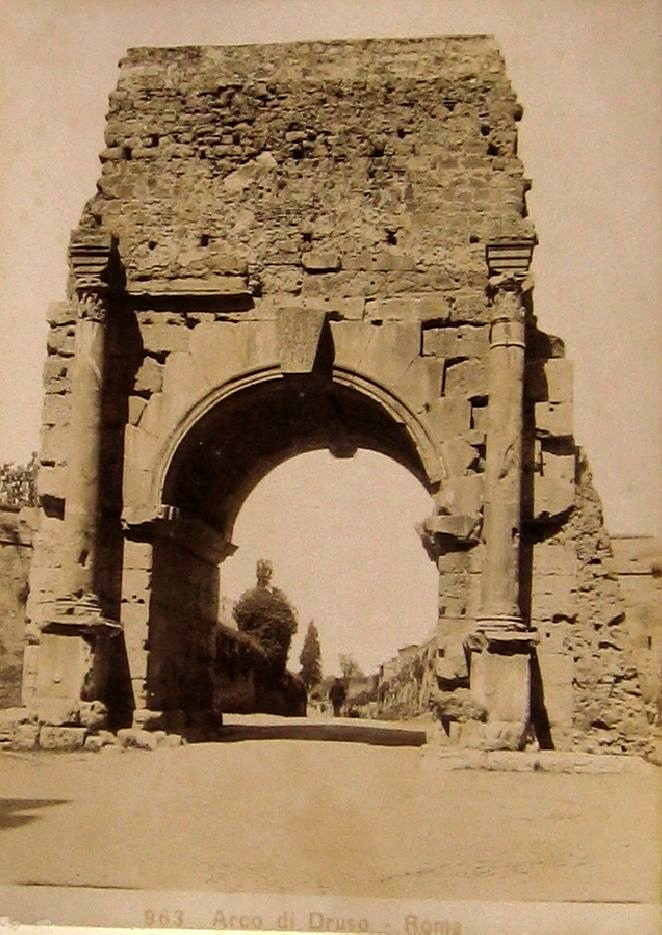
Řím
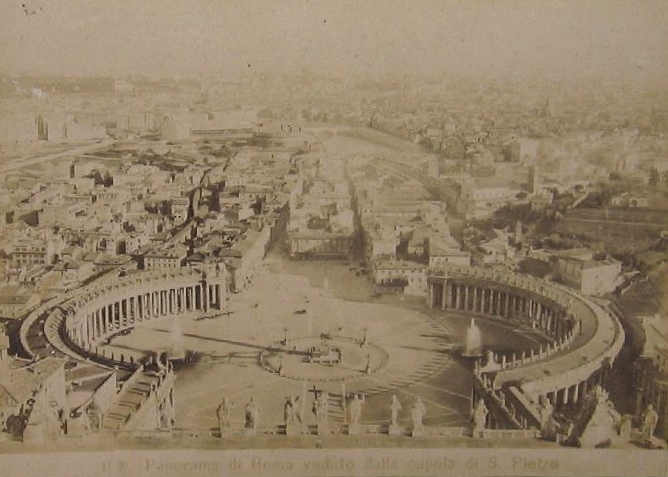
Řím
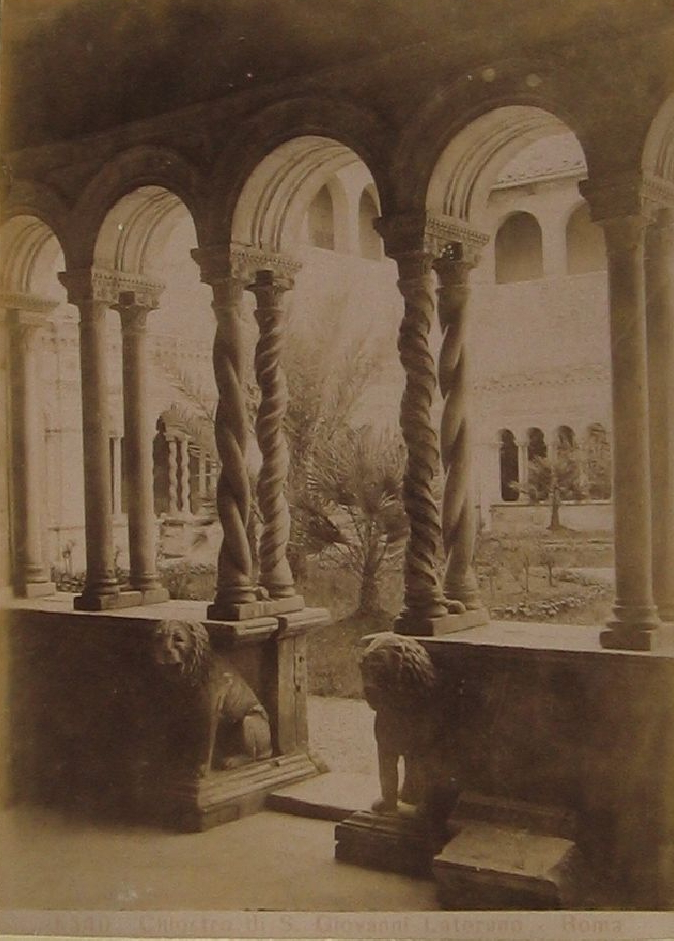
Řím
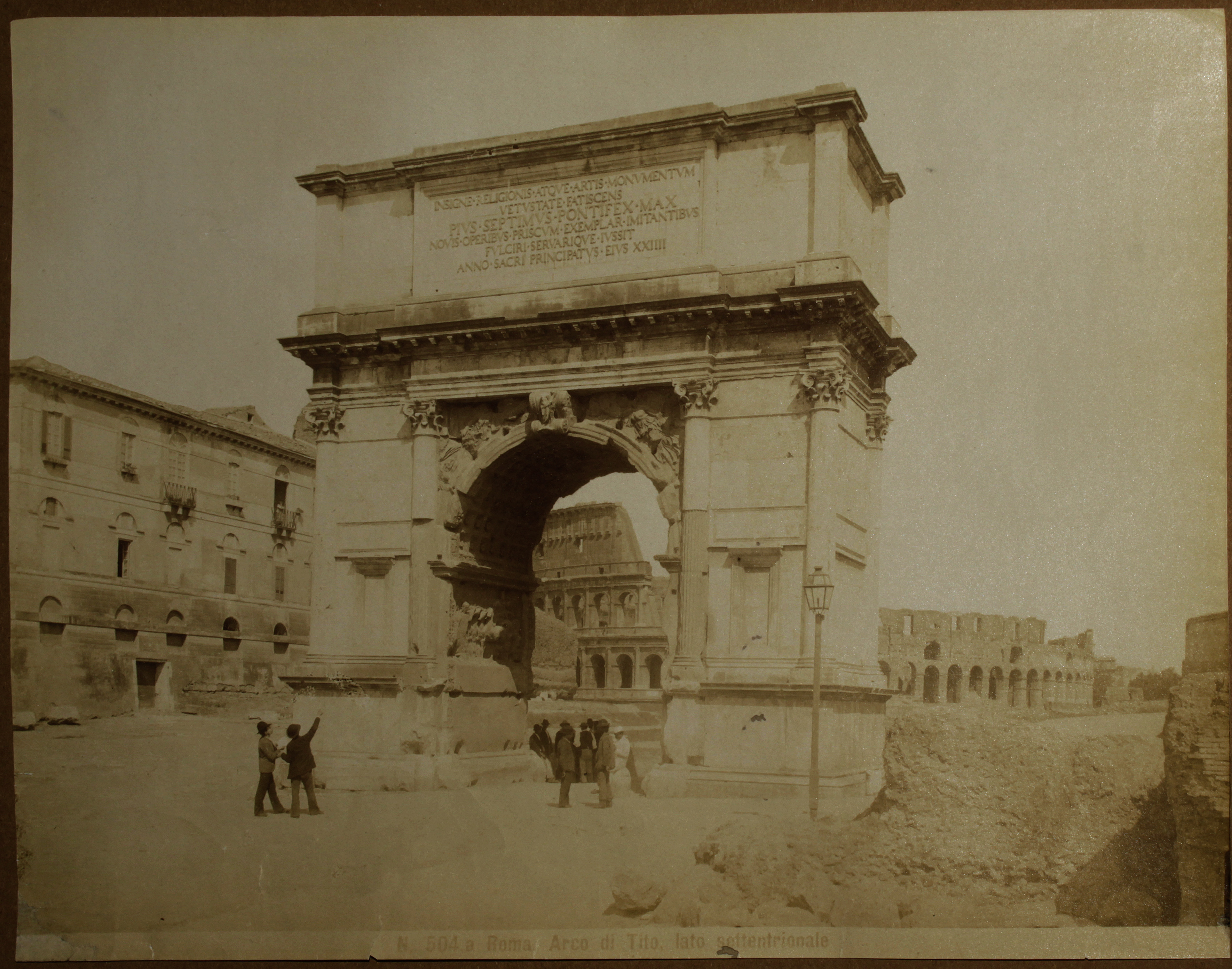
Řím
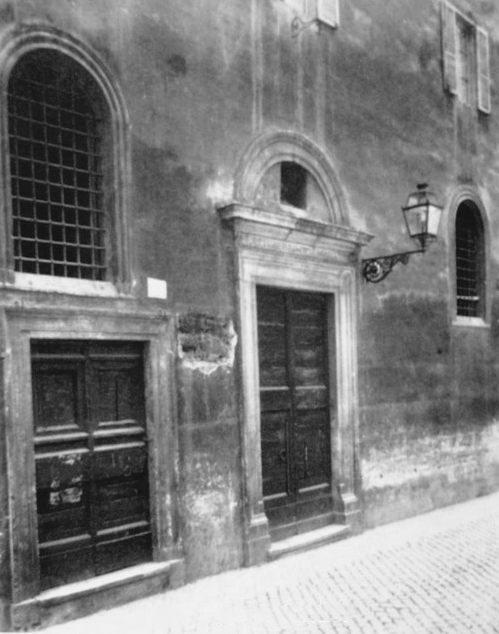
Řím
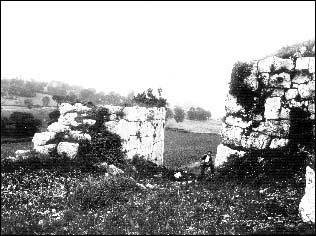
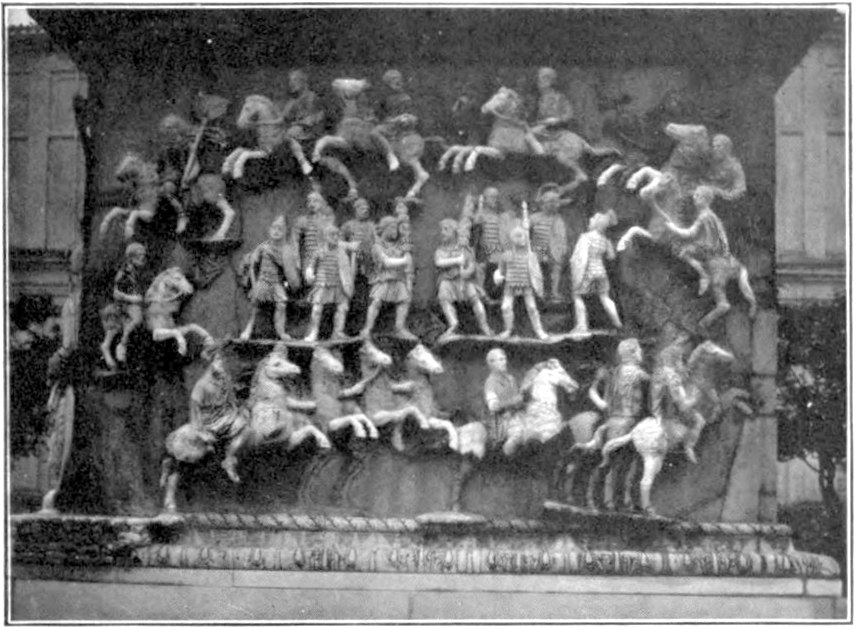
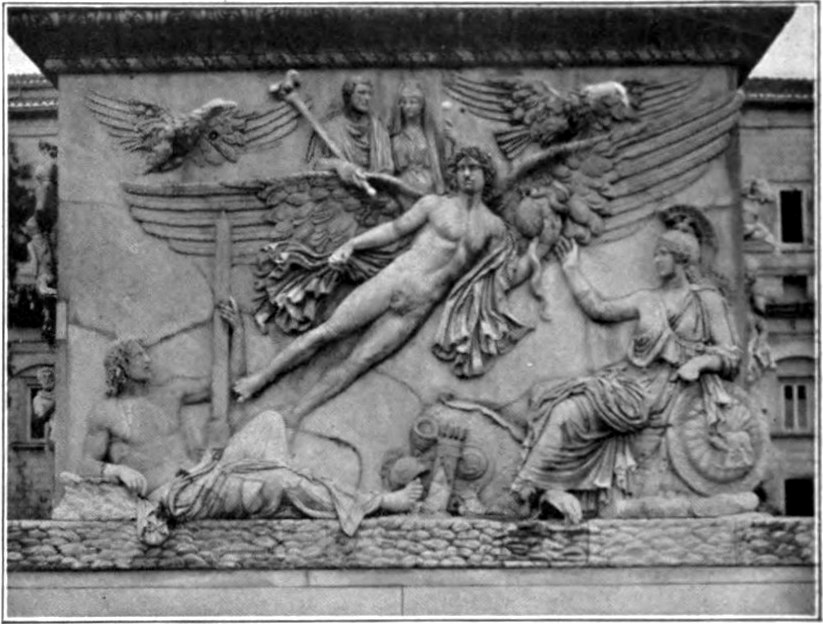
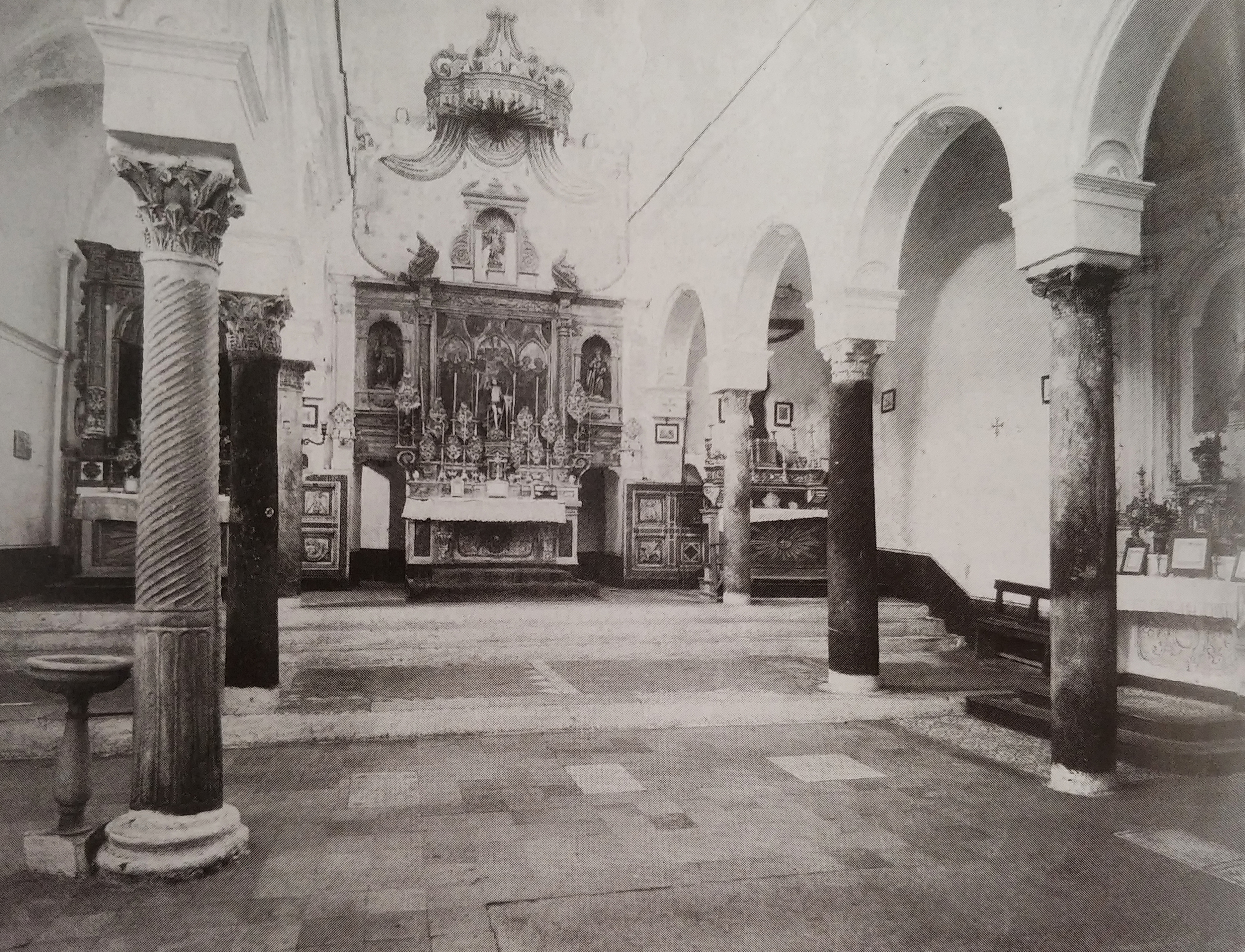